# Аньєс Трубле
Аньєс Андре Маргеріт Трубле (26 листопада 1941, Версаль) — французька модельєрка, кінопродюсерка, режисерка та колекціонерка мистецтва. Відома своїм брендом Agnès b, який займається модою та кіно.

## Початок кар'єри
У 19 років народила близнюків (син і дочка), у 20 розлучилася з їхнім батьком Крістіаном Бургуа. Закінчила Луврську школу в Парижі. 
Незабаром почала кар'єру, коли її особистий стиль привернув увагу персоналу журналу Elle на паризькому блошиному ринку. Її тодіщній стиль, який включав вибір з дисконтної мережі Франції Monoprix, був натхненний не модою, а ощадливістю, але журнал його вподобав і найняв її молодшою редакторкою. Менше ніж через 2 роки вона залишила ELLE, маючи намір розробляти, а не редагувати моду. 
Трубле стала дизайнеркою, покупчинею і прес-аташе для Dorothée Bis в Парижі. У 1965 і 1966 роках займалася дизайном для Limitex, Pierre d'Alby, V de V і Eversbin. В останньому році заснувала CMC (Comptoir Mondial de Création), материнську агенцію Agnès b. label. 
У 1975 відкрила свій перший бутик в Les Halles. Колишній м'ясний магазин з чорно-білими кахлями мав сільську атмосферу, яку визначали закриті гойдалки для дітей та імпровізований вольєр (насправді популяція птахів на місці, яка з часом зросла з двох до 30). Птахи вільно літали в кавернозному просторі, будували гнізда і виводили пташенят на виставках. «Це було дуже круто, — каже вона, — ми писали на стінах». Подруги Трубле були її першими постійними клієнтами.

## Розширення

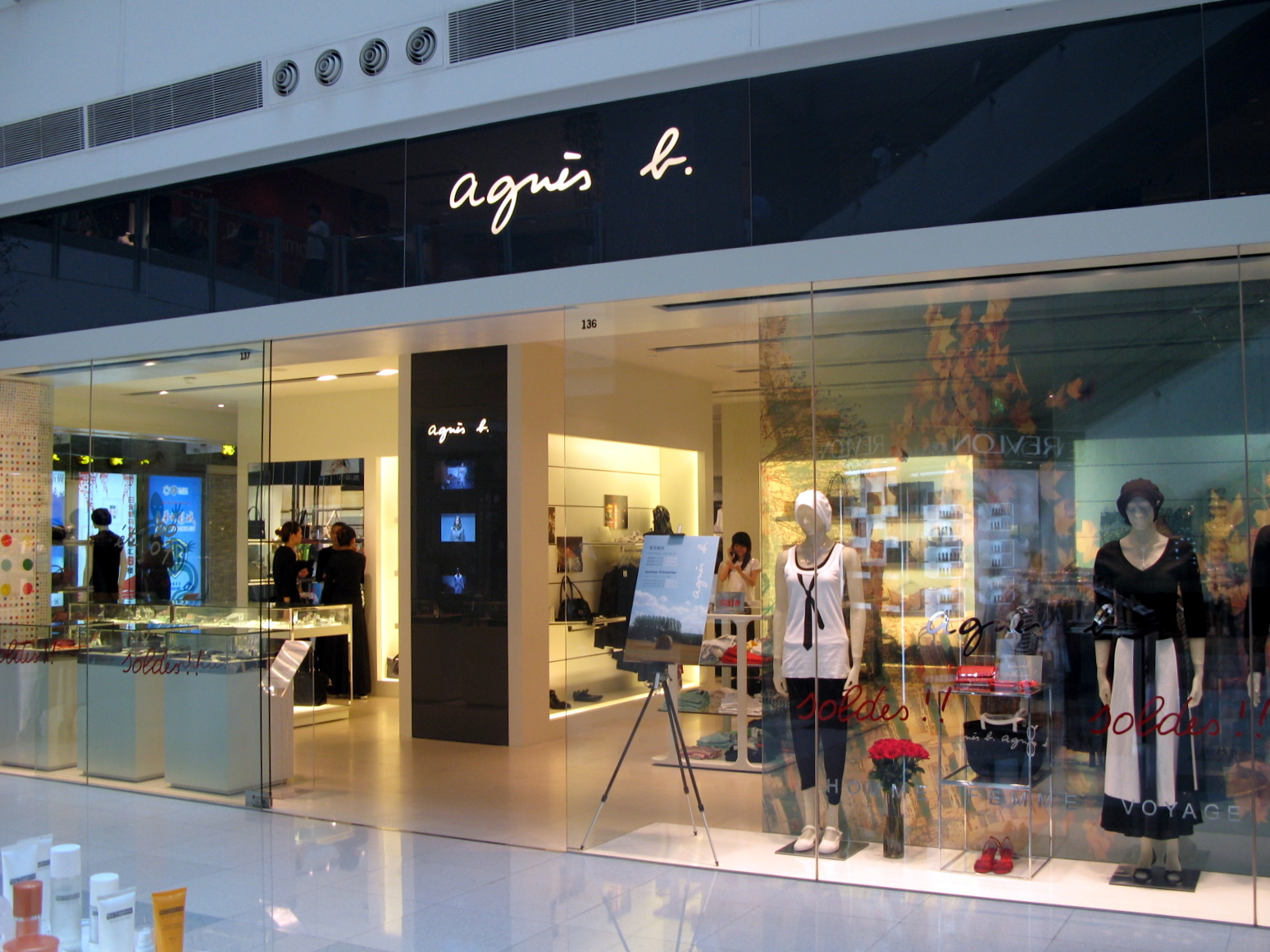
Магазин agnès b в Шанхаї

У 1981 agnès b. почала розробляти чоловічий одяг. Її спонукало спостереження за відповідним одягом для чоловіків, розробленим для жінок. У 1983 році Трубле відкрила перший міжнародний магазин на Принс-стріт в районі Сохо в Нью-Йорку. Її ентузіазм до міста випливав із її любові до жанру американського кримінального фільму, який у Франції називають фільмом нуар. Цей інтерес поширився і на декор магазину, який включав вінтажні великі постери фільмів. Згодом вони привернули увагу режисерки Гармоні Корін, яка розпочала мистецьку співпрацю з Трубле у 1999 році.
1987 року agnès b. запустили у виробництво парфуми «Le b», лінію по догляду за шкірою та косметику. Згодом її дизайни розширилися, включивши одяг для вагітних, взуття та сумки. Крім того, Agnès b. розробила годинники та окуляри для Seiko і лінію краси для L'Oréal. Вона має магазини в Лондоні, Амстердамі, Сінгапурі, Тайбеї, Токіо, Гонконгу та Нью-Йорку, у Пекіні та Шанхаї.
Аgnès b. зараз має три магазини в США, усі розташовані в Нью-Йорку.
Аньєс Трубле каже, що хоче бути прикладом у своєму бізнесі та соціальної відповідальності: «Для мене існує послідовність між тим, що тут шиють одяг, і тим, чим я є, чим я займаюся, чим люблю займатися». Зараз вона підтримує кілька асоціацій, включаючи AIDES, ACT UP і Handicap International.

## Галерея та журнал
У 1984 році Трубле відкрила Galerie du Jour в Парижі, демонструючи художників графіті, таких як A-one, Futura 2000, Генрі «Banger» Benvenuti, Sharp та інших; Bazooka, Bad BC, Echo et Mode2, BBC (Bad Boys Crew), Ash, Skki et Jayonedont, Les Tétines Noires, les Frères Ripoulin. Бібліотека-галерея на вулиці дю Жур зрештою переїхала на вулицю Квінкампуа в 4-му окрузі. Друга бібліотека-галерея Agnès b. потім відкрилася в Японії.
Бренд також має періодичне видання про сучасне мистецтво Point d'ironie.

## Продюсування кіно
Аgnès b. заснувала спільний кіноконцерн з Harmony Korine під назвою O'Salvation, під прапором якого в 2006 році в Лондоні Korine почала знімати фільм Mister Lonely.
Вона також призначила особу для особистих проєктів, охрестивши Love Streams, з благословення Джени Роулендс.
Її акти патронажу включають надання коштів на завершення роботи Гаспару Ное для фільму «Незворотні» (2002) і Клер Дені для «Біди кожен день» (2001), а також андеррайтинг численних кінофестивалів. Вона також зняла два документальні фільми (в ролі Аньєс Трубле): Une sorte de journal video у 2011 році та Je m'appelle Hmmm… у 2013 році, які брали участь у конкурсі на секцію Orizzonti 70-го Венеціанського міжнародного кінофестивалю.
Бренд також має компанію з виробництва фільмів Love streams productions Agnès b.

## Громадська активність
Аgnès b. надає свою підтримку кільком асоціаціям та організаціям із соціальною, екологічною чи гуманітарною метою. Вона прагне допомогти підвищити обізнаність про причини глобальних проблем і заохочує людей долучатися, купуючи «гуманітарні» продукти в магазинах agnès b. Усі доходи від продажу цих продуктів розподіляють в ендаумент-фонд agnès b., створений у 2009 році з метою організації та розвитку цих заходів, зосереджуючись на трьох основних цілях: культура, соціальні та екологічні проблеми.

## Відзнаки
- 21 травня 1985 року Аньєс Трубле стала кавалеркою Національного ордену заслуг[9], а в 1997 році — офіцеркою[9].

- У 2000 році удостоєна звання кавалерки Ордена Почесного легіону[10].